# Oxylamia flavoguttata
Oxylamia flavoguttata är en skalbaggsart som först beskrevs av Stefan von Breuning 1935.  Oxylamia flavoguttata ingår i släktet Oxylamia och familjen långhorningar. Inga underarter finns listade i Catalogue of Life.